# Aversions Crown
Aversions Crown es una banda australiana de deathcore formada en 2009 en Brisbane, Queensland. La banda está formada por guitarristas Chris Cougan y Mick Jeffrey, baterista Jayden Mason, vocalista Tyler Miller, y bajista Damien Palmer.

## Discografía
Álbumes de estudio
- Servitude (2011)
- Tyrant (2014)
- Xenocide (2017)
- Hell Will Come for Us All (2020)

EP
- Aversions Crown (2009)

- Datos: Q19259873